# Superintendent (Universität Wien)
Der landesfürstliche oder kaiserliche Superintendent war im Spätmittelalter und in der frühen Neuzeit ein Aufsichtsbeamter an der Universität Wien, der im Auftrag des Landesherrn (des Kaisers) die Universitäts-Dotation verwaltete und die Pflichterfüllung der daraus besoldeten Lehrenden überwachte. Das Amt bestand bis 1754.
Dieselbe Amtsbezeichnung wurde zeitweise für den administrativen Leiter einer gestifteten Burse verwendet.